# 6-я отдельная гвардейская механизированная бригада
6-я отдельная гвардейская Киевско-Берлинская ордена Ленина, Краснознамённая, орденов Суворова и Богдана Хмельницкого механизированная бригада (бел. 6-я гвардзейская Кіеўска-Берлінская ордэна Леніна, Чырвонасцяжная, ордэнаў Суворава і Багдана Хмяльніцкага асобная механізаваная брыгада) — тактическое соединение Сухопутных войск Республики Беларусь.
Сокращённое наименование — 6 омбр. Условное наименование — Войсковая часть № 05733 (в/ч 05733).

## История
В 1980 году 6-я гвардейская танковая дивизия выведена из ГДР в Белорусский военный округ.
С 1992 года 6-я гвардейская танковая дивизия в составе Вооруженных сил Республики Беларусь. 1 августа 1992 года соединение переформивано в 6-ю отдельную гвардейскую механизированную бригаду с сохранением почётных наименований и боевых орденов.
Являясь одним из флагманов Сухопутных войск Республики Беларусь, бригада с честью приняла участие в комплексных оперативных учениях «Неман-2001», «Березина-2002», «Чистое небо — 2003», «Щит Отечества — 2004», «Осень-2008», комплексных оперативных учениях 2005 и 2007 годов, комплексном оперативно-тактическом учении «Щит Союза — 2006», оперативно-стратегическом учении «Запад-2009», совместном оперативном учении вооруженных сил Республики Беларусь и Российской Федерации «Щит Союза — 2011», совместном стратегическом учении Вооруженных Сил Республики Беларусь и Российской Федерации «Запад-2013»,совместных стратегических учений Республики Беларусь и России «Запад-2021».

## Состав
- управление
- рота охраны и обслуживания
- 78-й отдельный гвардейский механизированный батальон[8], в/ч 04108 [неавторитетный источник]
- 202-й отдельный гвардейский механизированный батальон[9], в/ч 09155
- отдельный гвардейский механизированный батальон
- 52-й отдельный гвардейский танковый батальон[10]
- разведывательный батальон
- 350-я группа артиллерии, в/ч 14310[9]
  - 1-й гаубичный самоходный артиллерийский дивизион,
  - 2-й гаубичный самоходный артиллерийский дивизион,
  - реактивный артиллерийский дивизион,
  - противотанковый артиллерийский дивизион,
  - миномётная батарея,
- зенитный ракетно-артиллерийский дивизион,
- батальон связи,
- инженерно-сапёрный батальон,
- батальон материального обеспечения,
- ремонтно-восстановительный батальон,
- медицинская рота[11]